# Carl Baumann (Fotograf)
Carl Friedrich Baumann (zum Ende seines Lebens häufig auch Karl Baumann genannt; * 13. Januar 1798 in Tübingen; † 14. März 1878 ebenda) war ein württembergischer Zeichner und Lithograph in Tübingen. Von 1855 bis 1865 arbeitete er als Fotograf. Er war Vater von Carl Immanuel Baumann (auch Carl Baumann jun. genannt), sowie von Hermann Baumann.

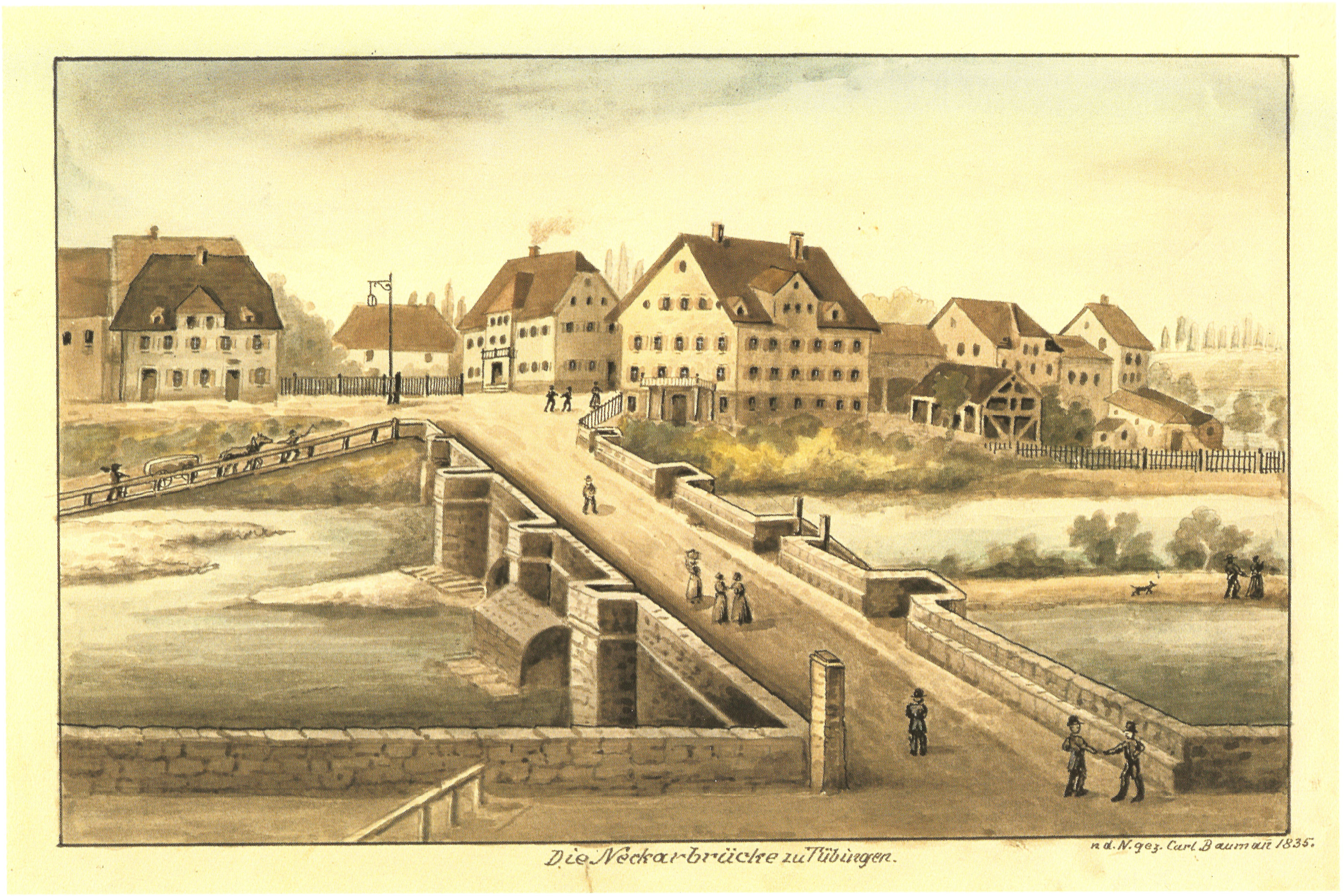
„Die Neckarbrücke zu Tübingen“ (Tusche und Farbe auf Papier, 1835)

## Leben

### Jugend und zeichnerische Tätigkeit
Carl Friedrich Baumann war ein Sohn von Wilhelm Gottlieb Baumann (1756–1831). Ursprünglich wurde er ebenso wie sein Vater zum Schlosser ausgebildet. Obwohl nachweislich in Tübingen geboren, signierte Baumann einige seiner Bilder als „Baumann aus Mergentheim“, was als Hinweis darauf, dass er in Mergentheim seine Jugend verbrachte, gedeutet wird.
Die Ausbildung zum Zeichner und Lithograph genoss Baumann bei Ludwig August Helvig in Tübingen. Spätestens seit 1829 besaß er eine lithographische Anstalt in Tübingen. 1831 heiratete er Johanna Catharina Carolina Seiter (1811–1896) aus Ludwigsburg. Mit ihr hatte er neun Kinder. Bei seiner Heirat wurde Baumann als Maler und Lithograph gemeldet. Er stellte Druckerzeugnisse aller Art her. 1837 wurde er Zeichenlehrer an der Realschule in Tübingen. Er betrieb seine Anstalt weiter und zum Beispiel um 1840 illustrierte er die „Petrifikationskunde Deutschlands“ von Friedrich August von Quenstedt. Auch medizinische Abnormitäten wurden von ihm als studentisches Anschauungsmaterial abgebildet.
Baumanns Tübinger Ansichten dokumentieren die bauliche Entwicklung der Stadt genauso wie ihr wirtschaftliches, kulturelles und politisches Leben. Von ihm existieren weitaus mehr Stadtansichten als von seinem Lehrer Helvig. Wie Helvig lithographierte Baumann die Stadttore kurz vor ihrem Abbruch (1829). Er bevorzugte den Gesamtblick auf die Stadt vom Österberg aus sowie Motive in der Stadt wie die neuen Universitätsgebäude. Baumann zeigt die friedlich Badenden am „Neckarstrand“ ebenso wie die Anführer der studentischen Sicherheitsgarde, die 1831 sich gegen die rebellischen Weinbauern und Handwerker der Unterstadt stellte, oder den Sturm auf die Schweickhardtsche Kunstmühle im Jahr 1847.
Bis durch gesellschaftliche Veränderungen und technische Möglichkeiten wesentlich neue Gegebenheiten im Bildermarkt entstanden, galten für ihn (ebenso wie für Jacob Kull) die in Porträt und Landschaft verwendeten Bildformulierungen unverändert weiter: Brustbilder, die ganz auf das sorgsam ausgearbeitete Gesicht konzentriert waren, sitzende Halbfiguren in der weitläufigen Ikonografie der Gelehrtenbildnisse, ausnahmsweise auch Ganzfiguren, sowie die Veduten des beginnenden 19. Jahrhunderts: Ansichten der Stadt, Gebäude der Universität und Orte des studentischen Lebens.
Baumanns lithographische Werkstatt wurde von seinem Sohn Hermann übernommen, der häufig den Vater kopierte, allerdings fungierte Carl Baumann bis zu seinem Tod als ihr Eigentümer.

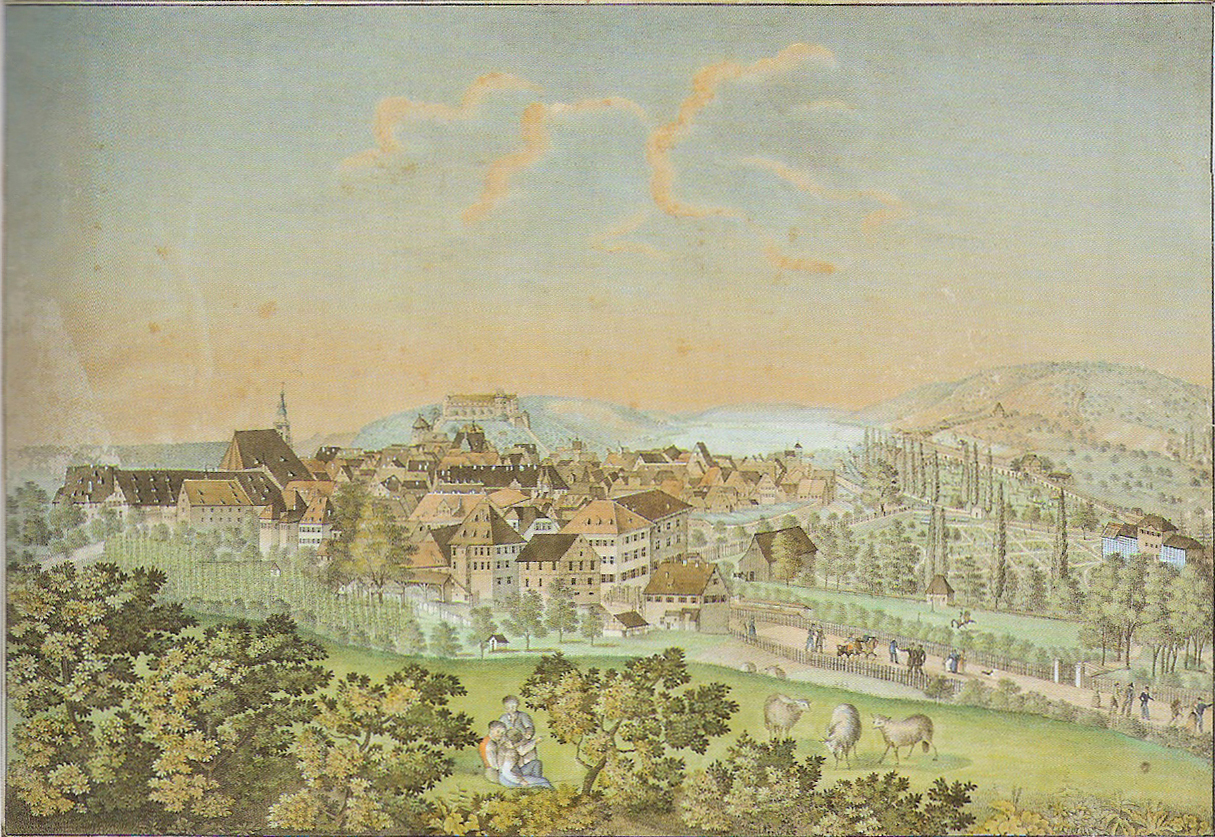
Tübingen vom Österberg (kolorierte Lithographie, ca. 1830)
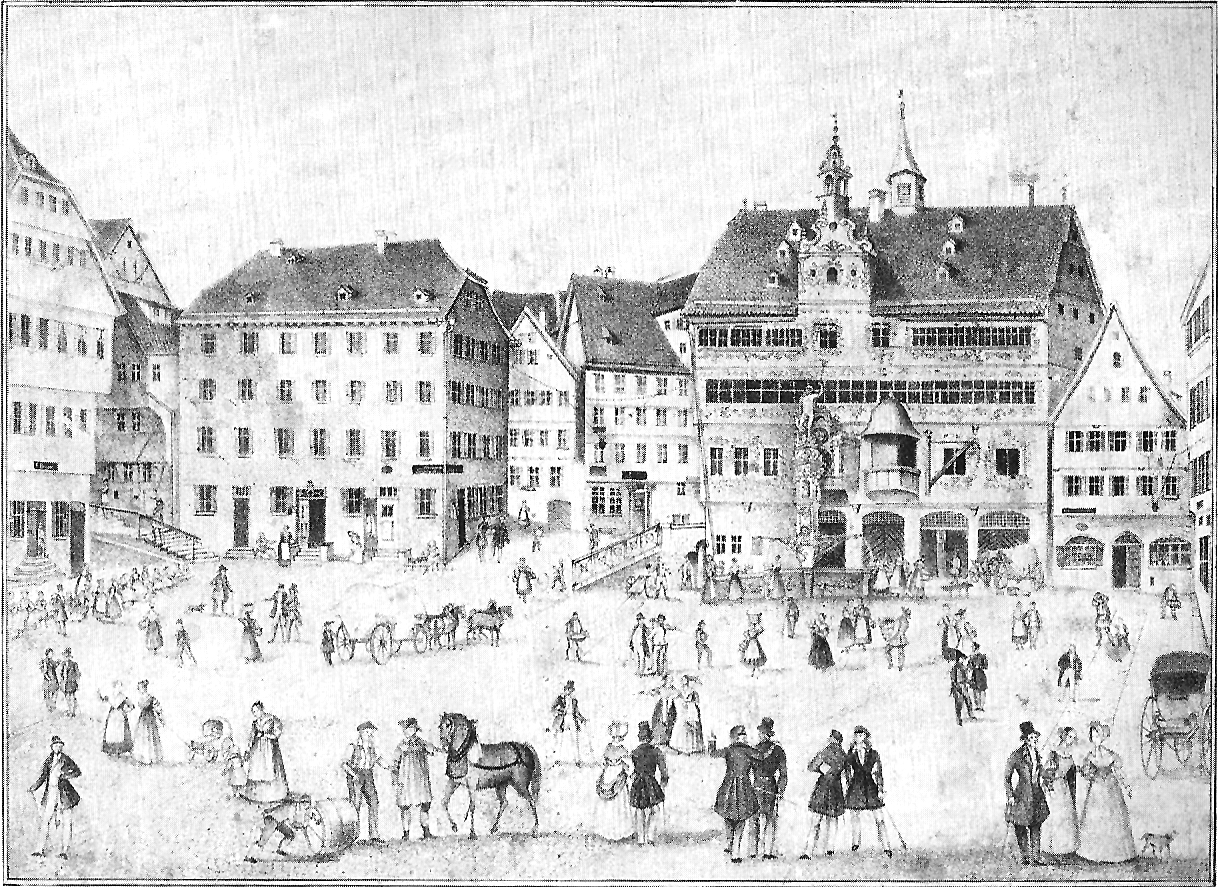
Marktplatz in Tübingen (Lithographie, ca. 1840)
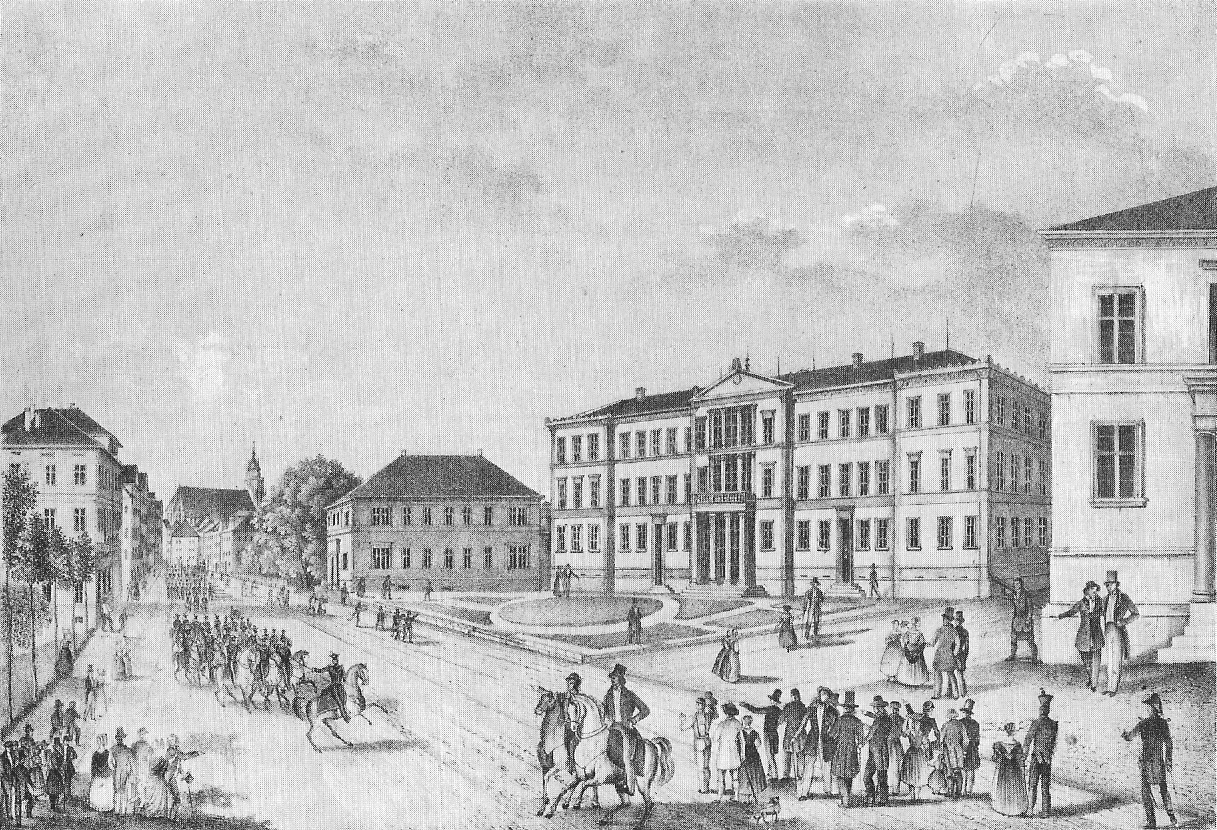
Einweihung der Neuen Aula am 31. Oktober 1845 (Lithographie)
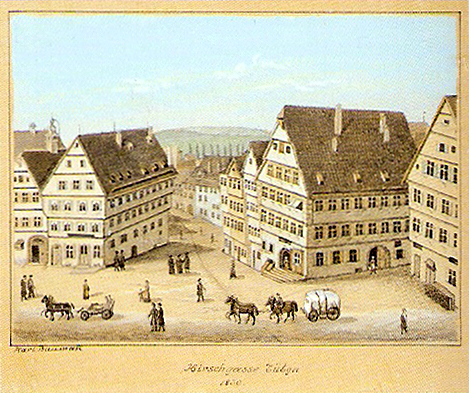
"Hirschgasse Tübingen 1830" (Gouache, ca. 1850)
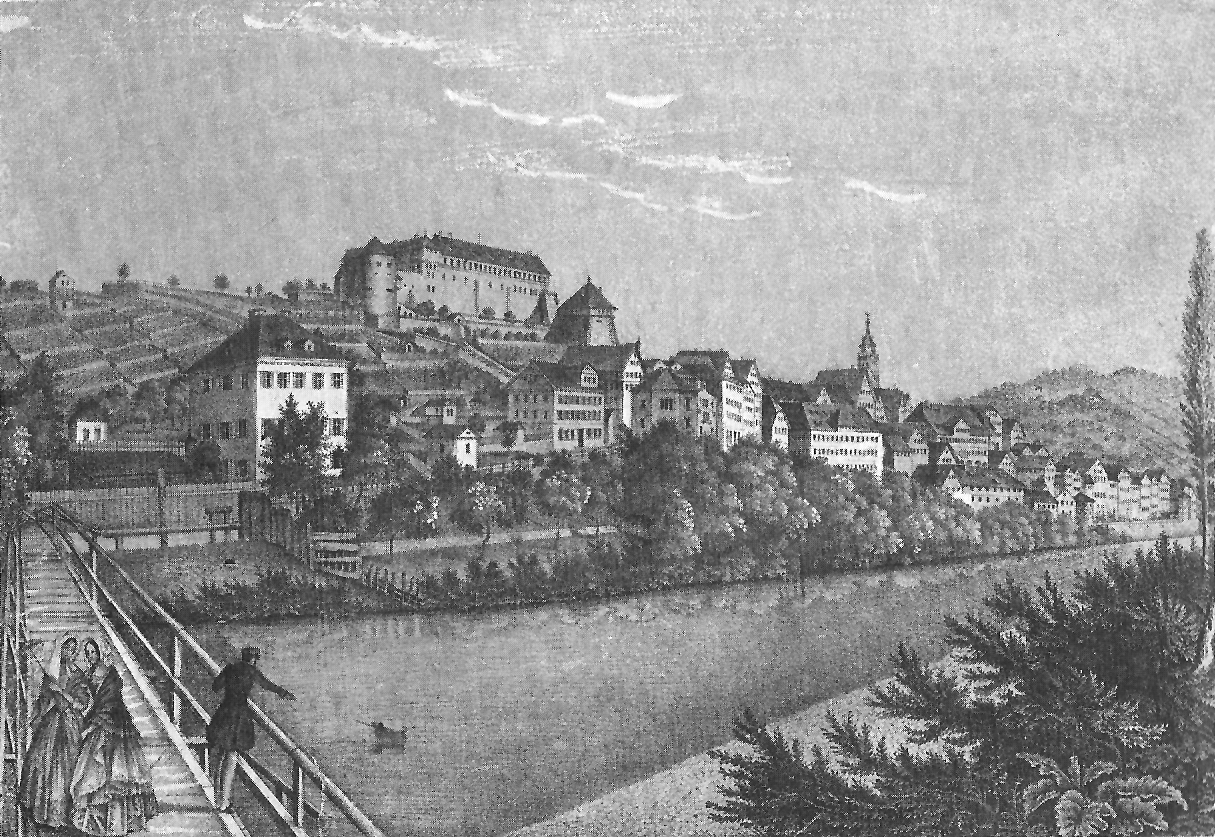
Tübingen von der Südwestseite mit Hirschauer Steg (Lithographie, ca. 1850)

### Pfähler und Baumann
1853 verlor Baumann seine Stelle als Zeichenlehrer, die er bereits seit 16 Jahren besaß. Er war gezwungen, sich nach einem neuen Zuverdienst umzusehen und wurde Schrannenmeister des Städtischen Kornhauses. Diese Tätigkeit war für ihn wohl nur eine Notlösung.
Er strebte danach, etwas zu machen, was an seine eigentliche Tätigkeit anknüpfte und verständigte sich mit dem wesentlich jüngeren Stuttgarter Fotografen Rudolf Pfähler. Die beiden begannen 1855 ihre fotografische Zusammenarbeit in Tübingen. Sie hatten kein Atelier, sondern machten Fotos nur draußen, die als „R. Pfähler und C. Baumann in Tübingen“ signiert wurden. Es ist nicht überliefert, wie die Verhältnisse zwischen den beiden Kompagnons geregelt waren. Die Zusammenarbeit dauerte nicht lange, Pfähler kehrte wohl im Laufe des Jahres 1856 nach Stuttgart zurück, wo er auf jeden Fall ab 1857 als Fotograf tätig war. Die Qualität der erhaltenen Fotos Baumanns aus der ersten Zeit nach Pfählers Weggang war deutlich schlechter als in der Anfangszeit, deswegen ist anzunehmen, dass Baumann das Fotohandwerk von Pfähler lernte und zum Zeitpunkt der Trennung noch nicht richtig beherrschte.

### „Baumann & Sohn“
Baumann „wohnte in der Haaggasse und machte Aufnahmen im Höfle hinter dem Haus bei recht primitiver Aufmachung. Der Kunde saß gewöhnlich auf einem einfachen Holzstuhl, den Arm auf einem kleinen runden Tisch aufgelegt“.
Nach dem Weggang von Pfähler arbeitete mit Baumann sein Sohn Carl Immanuel Baumann zusammen. In dieser Zeit waren die Fotos mit „C. Baumann“, „Photographie von Baumann, Tübingen“ oder „Photographie von Baumann & Sohn“ signiert. Die Zusammenarbeit von Vater und Sohn dauerte bis Dezember 1859, als dieser zum Engel umzog und sich selbständig machte.
Zwar räumlich getrennt, blieben Vater und Sohn in enger Verbindung. Sie waren die einzigen Fotografen, die zur Teilnahme an einer Gewerbeausstellung in den Gewächshäusern des Botanischen Gartens anlässlich der Huldigungsreise des Königs Karl im Sommer 1865 eingeladen wurden. Der nachhaltige Erfolg blieb aus: das Atelier des Sohnes wurde im Frühjahr 1866 zusammen mit zwei „photographischen Apparaten“ – einer davon offenbar aus dem Besitz des Vaters – versteigert. Danach werden die beiden Baumanns nur noch als Lithographen erwähnt. Nach 1870 zog Carl Baumann mit seiner Frau, dem Sohn Hermann und der lithographischen Werkstatt in die Kornhausstraße 5 um.
Obwohl Baumann keinen Grundbesitz hatte, war er bis zu seinem Tod im Alter von 80 Jahren in der Lage, seine Steuern zu bezahlen und hinterließ eine kleine Erbschaft.

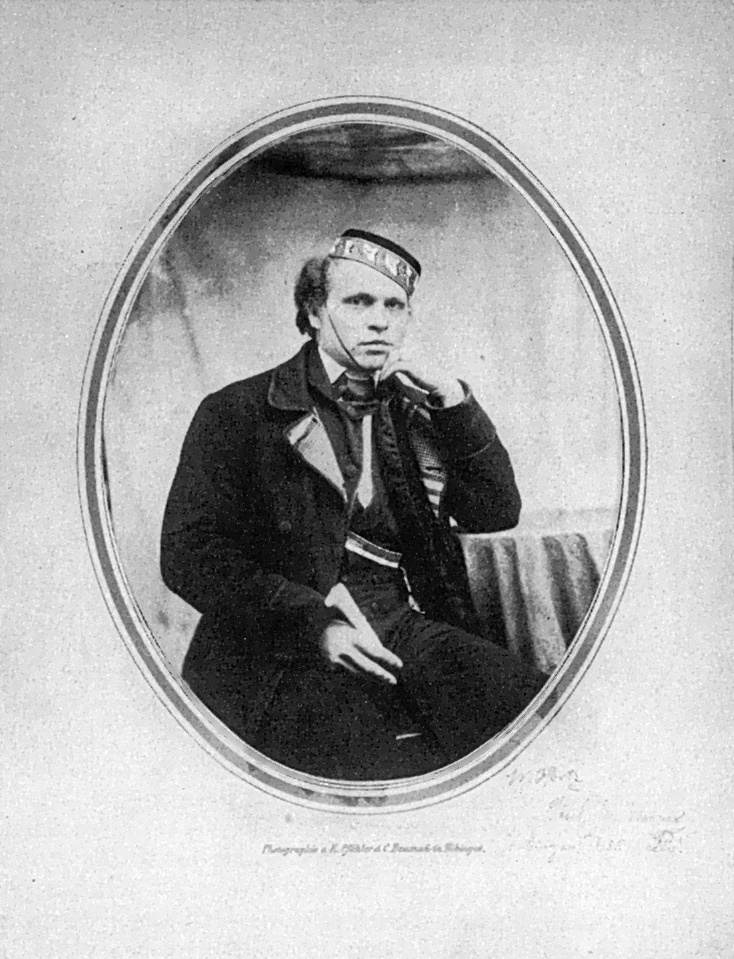
R. Pfähler & C. Baumann: Porträt von Wilhelm (von) Hertz
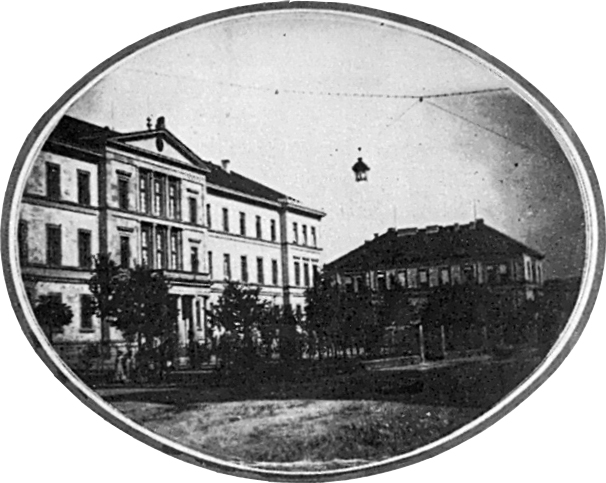
R. Pfähler & C. Baumann: Neue Aula
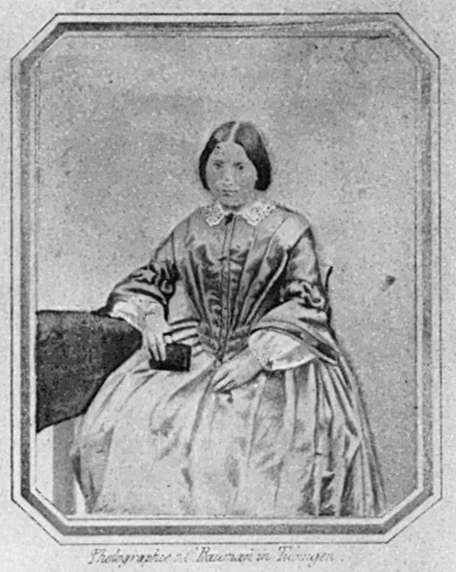
C. Baumann: Porträt einer Unbekannten
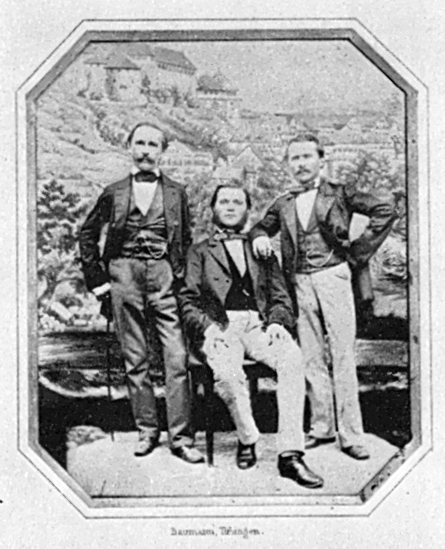
C. Baumann: Drei Männer (Bruckmann, Riss und ein Unbekannter)

## Bekannte Arbeiten

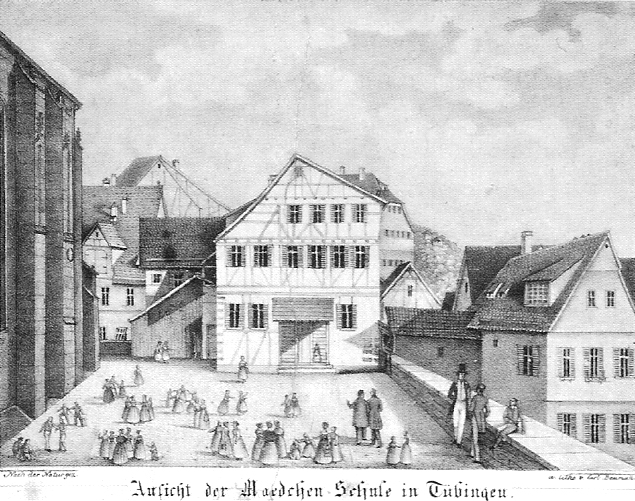
Ehemalige Mädchenschule hinter der Stiftskirche (Lithographie, ca. 1840)

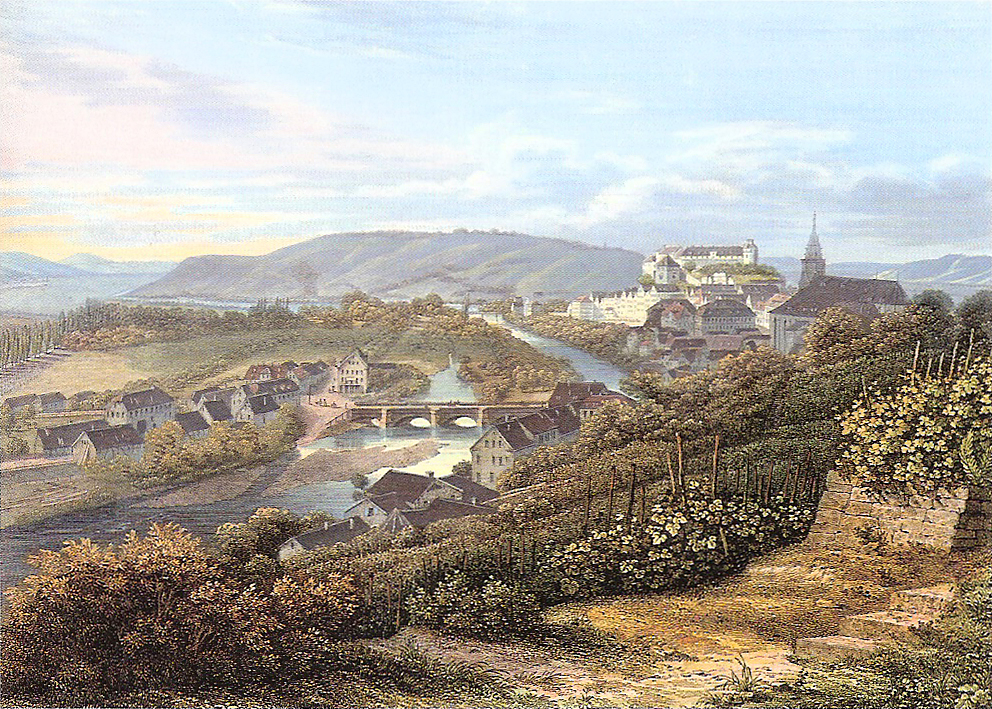
Tübingen und Neckartal vom Österberg (kolorierter Stahlstich [gestochen von Ernst Friedrich Grünewald], ca. 1840)

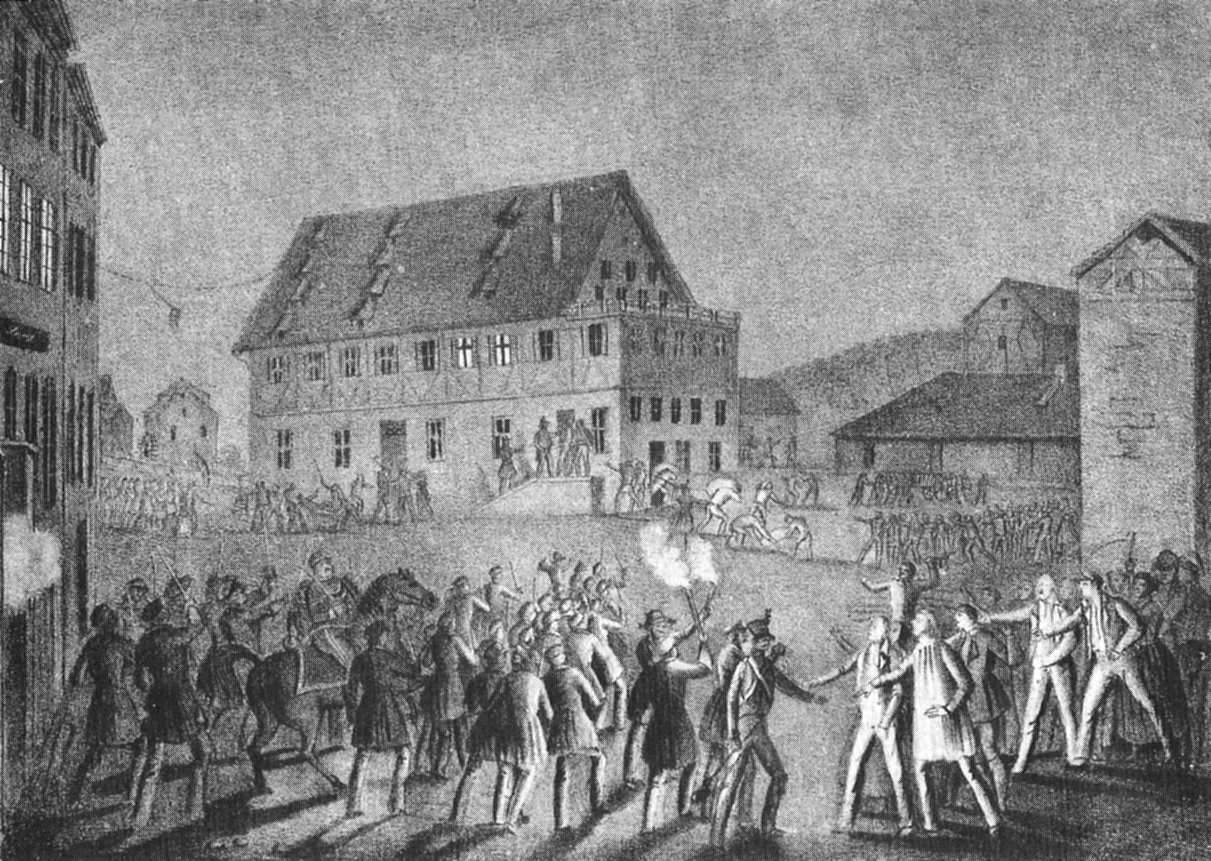
Sturm auf Schweickhardtsche Kunstmühle (Lithographie, 1847)

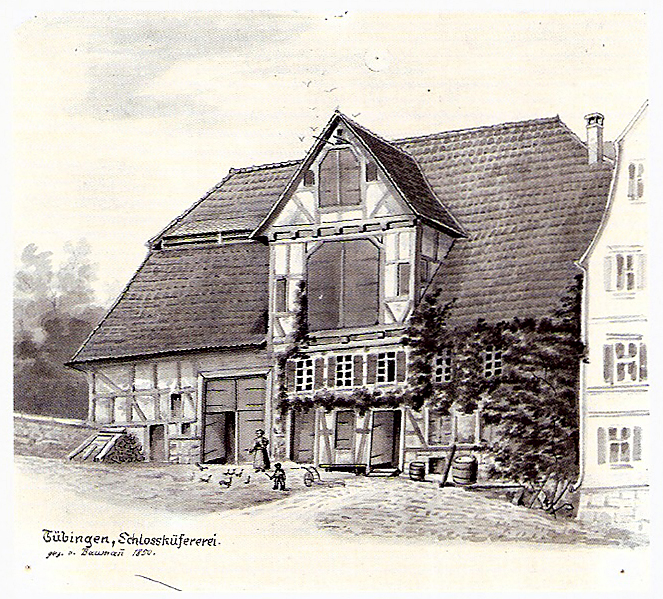
Schlossküferei in Tübingen (Tusche über Bleistift, 1850)

### Veduten
Alle, soweit nicht anders angegeben, Stadtmuseum Tübingen
- 1824 Sophien-Pflege zu Lustnau (Zeichnung, überliefert als Kreidelithographie von Jacob Kull)
- ca. 1825 Schmiedtor (Gouache, 200 × 160 mm)
- ca. 1825 Haagtor (Gouache, 200 × 160 mm)
- ca. 1825 Lustnauer Tor (Kopie nach L. A. Helvig) (Gouache, 160 × 225 mm)
- 1828 Tübingen von der Morgenseite (vom Fuße des Österbergs) (Lithographie, 290 × 433 mm)
- 1830 Hirschgasse (Gouache, 110 × 150 mm)
- ca. 1830 Tübingen von der Abendseite (Lithographie, 88 × 125 mm)
- ca. 1830 Neckarvorstadt (Federzeichnung aquarelliert, 245 × 95 mm)
- ca. 1830 Die alte Eifertei (Lithographie, 120 × 138 mm)
- 1831 Landjäger am Drecktörle (Tuschzeichnung 193 × 248 mm)
- 1835 „Die Neckarbrücke zu Tübingen“ (Tusche und Farbe auf Papier)
- ca. 1835 Tübingen von der Südwestseite (Lithographie, 496 × 449 mm)
- ca. 1840 Tübingen von Osten (Stahlstich, 183 × 246 mm; Druck Ernst Friedrich Grünewald in Darmstadt, Verlag L. Fues in Tübingen)
- ca. 1840 Tübingen von Westen (Stahlstich, 182 × 242 mm)
- ca. 1840 Tübingen vom Frondsberg (Lithographie, 160 × 225 mm)
- ca. 1840 Marktplatz (Lithographie, 162 × 225 mm)
- ca. 1840 Mädchenschule auf dem Kirchplatz (Lithographie, 116 × 160 mm)
- 1845 Zur Einweihung der Neuen Aula am 31. Oktober 1845 (Lithographie, 217 × 314 mm)
- 1847 Sturm auf die Schweickhardt’sche Kunstmühle (Lithographie, 160 × 223 mm)
- ca. 1850 Tübingen von Osten gen Reutlinger Straße (Lithographie, 160 × 225 mm)
- ca. 1850 Tübingen von der Südwestseite mit Hirschauer Steg (Lithographie, 153 × 230 mm)
- ca. 1850 Evangelisches Stift (Lithographie, 160 × 223 mm)
- ca. 1850 Neue Aula (Lithographie, 160 × 225 mm; Württembergische Landesbibliothek Stuttgart)
- ca. 1850 Schloßküferei (Tusche über Bleistift, 240 × 215 mm)

### Fotografische Arbeiten
- 1855 Porträt von Wilhelm (von) Hertz (180 × 141 mm; Schiller-Nationalmuseum Marbach)
- 1855 Neue Aula (143 × 182 mm; allererstes Foto der Neuen Aula, Archiv Corps Suevia). Besonders wenn man das Foto mit Baumanns Lithographie von der Einweihung der Neuen Aula von 1845 vergleicht, wird es deutlich, dass es mit der früheren Tradition bricht und den schlossähnlichen Charakter des Bauwerks zurückdrängt.[7]
- um 1860 Porträt einer Unbekannten (kolorierter Salzpapierabzug, 88 × 71 mm; Stadtarchiv Tübingen, Fotosammlung 5996)
- um 1860 Drei Männer (Bruckmann, Riss und ein Unbekannter), (Fotomontage, Albuminabzug, 124 × 102 mm; Stadtarchiv Tübingen, Fotosammlung 12145)